# Молох (міфологія)
Мо́лох, також відомий як Мілхо́м або Мелька́рт — бог, культ якого, згідно з Біблією, існував у Ханаані. Він з'являється в Біблії в контексті, пов'язаному з дитячими жертвоприношеннями на вогні. Частина євреїв вшановувала Молоха та приносила йому жертви, що засуджувалося пророками Бога Ягве.
Переносно ім'я Молох вживається як символ жорстокої сили, що вимагає багато жертв.

## Етимологія
Ім'я Молох утворене від слова «мелех» — «цар». Ель, верховний бог ханаанського пантеону, називався схожим чином Малькандр, що означає «цар людей». Ім'я Молох, найімовірніше, було титулом або епітетом божества, а не справжнім ім'ям.

## Культ
Оскільки в Ассирії та Вавилонії Малік, а в Пальмірі Малах-бел були богами сонця, то можливо, що Молох був богом вогню або сонця.
Молоху поклонялася частина євреїв у час виходу з Єгипту та під час правління царя Соломона. Крім євреїв йому поклонялись аммонитяни та фінікійці, подібний культ практикували і моавитяни.
Греки ототожнювали Молоха з Кроносом (Cronus), римляни — з Сатурном (Saturnus).
Властиві фінікійській релігії людські жертвопринесення здійснювались в честь Молоха саме через спалення, при чому йому, як верховному богу, приносилося найдорожче. Найприємнішою жертвою вважалися новонароджені діти знатних родів. Дітей клали на простягнуті руки ідола, що мав обличчя бика, внизу, під руками, палало багаття, а щоб заглушити дитячі крики, жертвопринесення супроводжувалося піснями та музикою. І інші шість дверцят у тілі ідола клали овець, баранів, биків, кіз, голубів і борошно.
Невідомо як часто виконувалися жертвопринесення. Вони могли практикуватися в часи особливо великих лих, на щорічні свята, або ж у жертву Молоху приносили первістків.
Про подібні обряди писав Діодор Сицилійський, розповідаючи як карфагеняни (північна Африка, сучасний Туніс) під час облоги принесли в жертву Кроносу 200 хлопчиків. Карфаген був заснований фінікійськими колоністами, що пов'язує їх з ханаанцями.
Ймовірно, проведення хлопчиків через вогонь також було обрядом їх ініціації, після чого хлопчиків віддавали на навчання жерцям. Можливо, цей обряд потім стали сприймати як спалення дітей. В усякому разі євреї, що поклонялися Яхве, засуджували культ Молоха, бо діти, навчені чужинськими жерцями, вже не були частиною їхнього суспільства. Свідчення не єврейських авторів дають підстави вважати, що дітей усе ж таки спалювали, нехай і не так часто.
Поклоніння Молоху практикувалося в Юдейському царстві в особливому місці під назвою Тофет, за стінами Єрусалиму, в долині Гінном. Воно утвердилося за часів царя Манасії (690-і — 640-і роки до н. е.), його сина Амона та на початку правління Йосії (640—609 роки до н. е.). Потім Йосія провів релігійну реформу, в ході якої викорінив культ Молоха.

## Згадки у Біблії

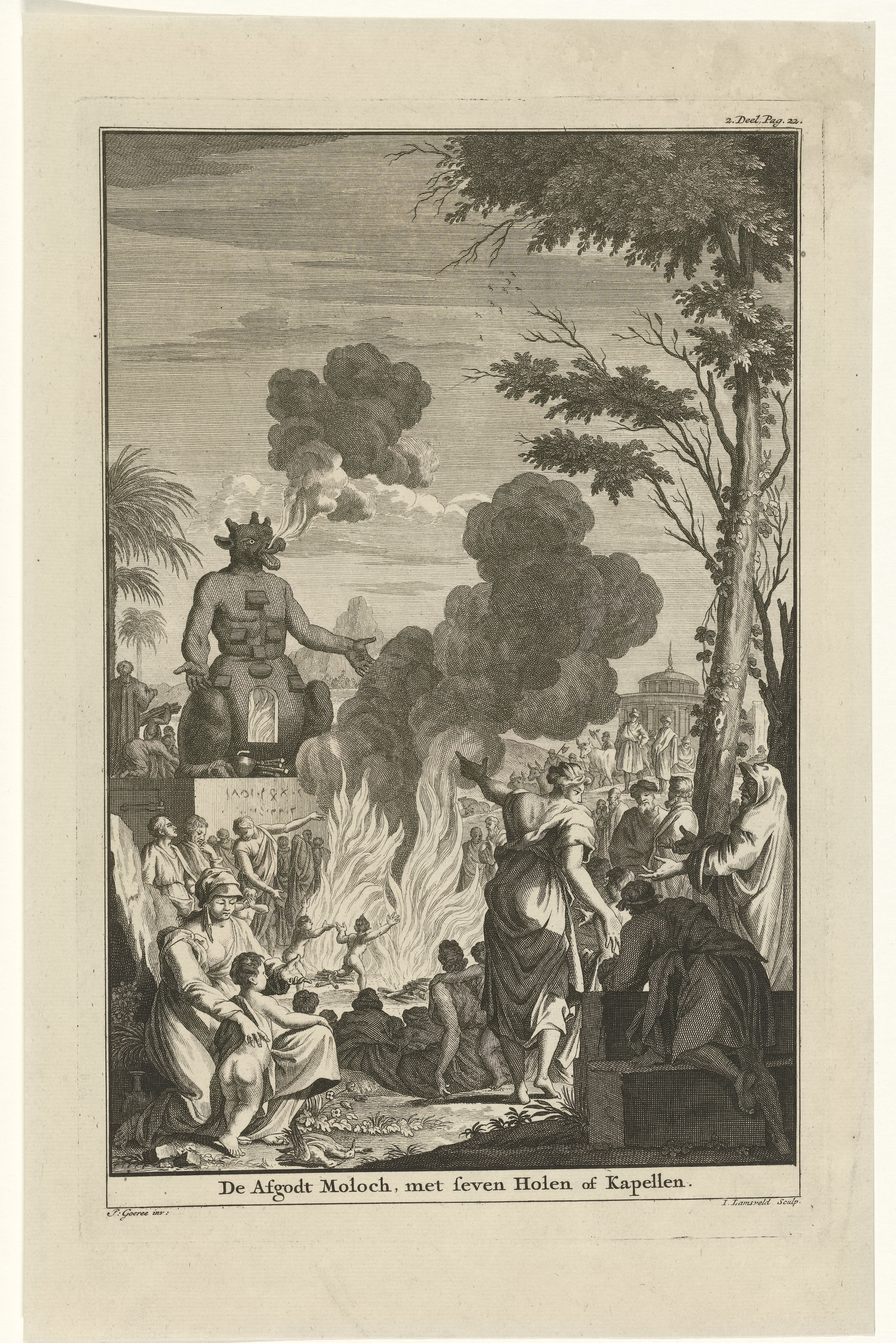
Людські жертвопринесення ідолу Молоху, гравюра Яна Ламсвельта між між 1684 та 1743 роками

В Біблії згадується, що Бог заборонив євреями поклонятися Молоху і приносити йому дітей у жертву (Левіт 18:21). Попри те деякі євреї вшановували Молоха під час 40-річної подорожі пустелею після єгипетського полону (Дії 7:43).
Пізніше, за об'єднаного Ізраїльського царства, цар Соломон, щоб догодити своїм наложницям, дозволив поклоніння їхнім богам у Єрусалимі, і сам брав участь у обрядах чужоземним богам, зокрема й Молоху (3 Книга царів 11:1-8). Друга Книга царів згадує про «проведення через вогонь» дітей в долині Гінном (Геєнна) близько Єрусалима, на честь Молоха (2 Книга царів 23.10). Місцем відправлення культу в Палестині були, згідно з Книгою царів, пагорби Тофета в долині Гінном.
Згідно з біблійною історією, Бог розгнівався на євреїв за поклоніння Молоху, але відклав покарання через заслуги Соломонового батька Давида (1 Книга царів 11:9-12). Коли Соломон помер, його царство розпалося та було завойоване вавилонянами.
Людські жертвоприношення здійснювали такі царі, як Ахаз (2 Цар. 16:3) і Манасія (2 Цар. 21:6). Потім юдейський цар Йосія активно укріплював віру в єдиного Бога та знищив Тофет (4 Царств 23:10).

## У мистецтві
Молох з'являється як занепалий ангел, що пожирає дітей, в епічній поемі Джона Мілтона «Втрачений рай» (1667). На раді Пекла він виступає за відкриту війну проти Небес, знаючи, що її неможливо виграти, щоб загинути в бою; демони відхиляють цю пропозицію. Мілтон також згадує Молоха у своїй оді «Вранці Різдва Христового», де той тікає зі свого ідола. У поемі Альфреда Теннісона «Світанок», Молох уособлює варварство минулих епох.
Історичний роман «Саламбо» Гюстава Флобера (1862), описує Молоха як карфагенського бога, що втілює чоловіче начало та руйнівну силу сонця. Жертвопринесення дітей Молоху детально зображено в розділі 13, де в тулубі ідола є різні двері, куди вкладають жертви.
Починаючи з XIX ст., Молох часто використовувався в літературі як метафора соціального, економічного чи військового гноблення, як-от у повісті Чарльза Дікенса «Людина-привид» (1848), романі Олександра Купріна «Молох» (1896) та поемі Аллена Гінзберга «Виття» (1956). Молоха також часто використовується як метафору того, що вбиває майбутнє суспільства, «пожирає його дітей», як у поемі Персі Біші Шеллі «Пітер Белл Третій» (1839), поемі Германа Мелвілла «Похід до Вірджинії» (1866) про Громадянську війну в Америці та поемі Джозефа Сімона Коттера-молодшого «Молох» (1921) про Першу світову війну.
Італійський фільм «Кабірія» (1914), вільна адаптація «Саламбо» Флобера, показує бронзового ідола Молоха. За сюжетом рабиня Кабірія рятується від принесення в жертву божеству. Зображення храму та статуї Молоха в «Кабірії» згодом вплинуло на інші фільми, такі як «Метрополіс» (1927) Фріца Ланга, де величезна машина-Молох пожирає робітників, та «Колос Родоський» (1961) Серджо Леоне.
Назву Молох тоталітаризму має пам'ятник жертвам політичних репресій у СРСР, встановлений у Санкт-Петербурзі в 1996 році.

## Галерея

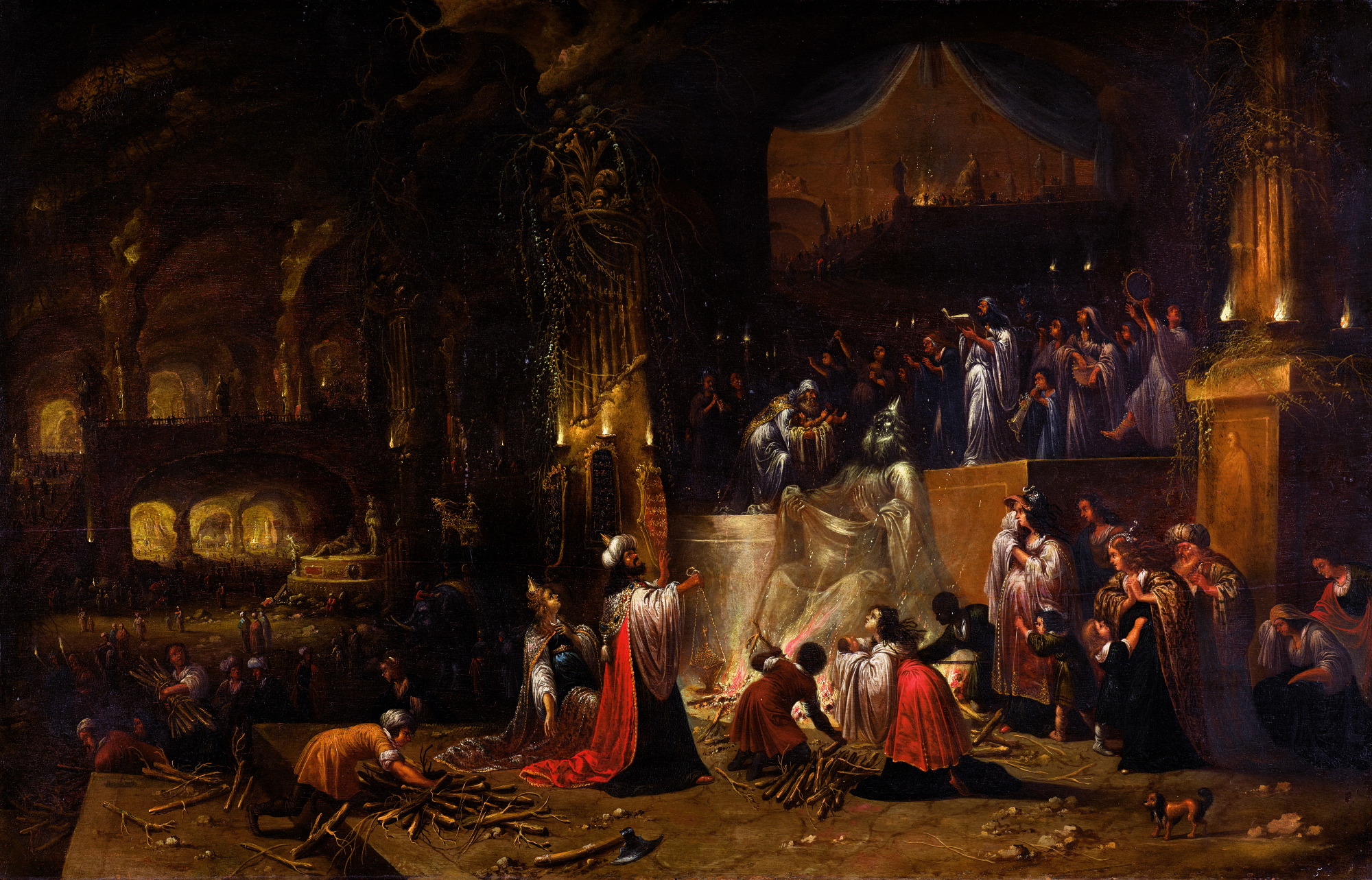
Цар Ахаз приносить свого сина у жертву Молоху. Картина Ромбута ван Троєна, 1626 р.
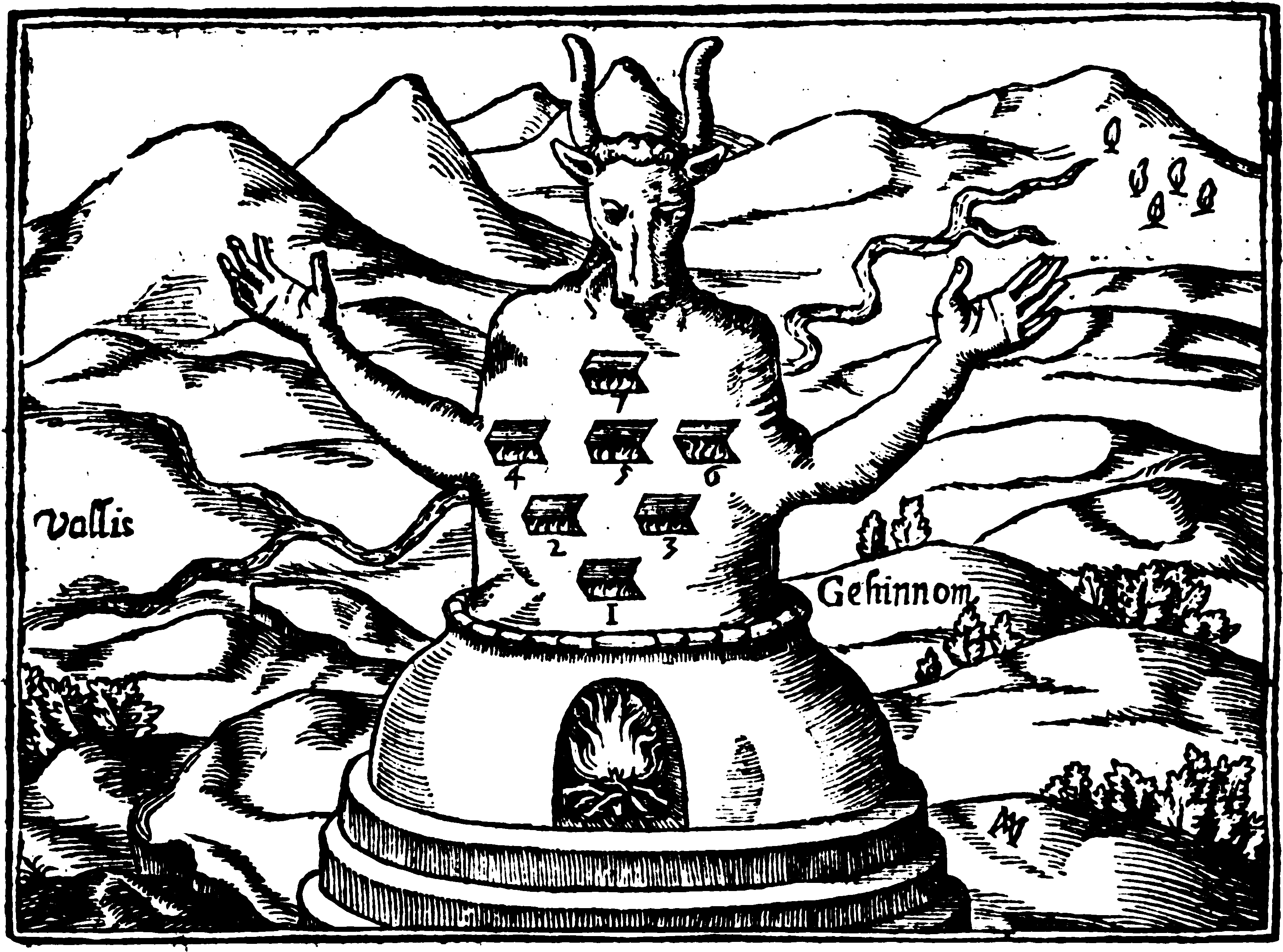
Ідол Молоха з «Едіпа Єгиптянського» Афанасія Кірхера, 1652 р.
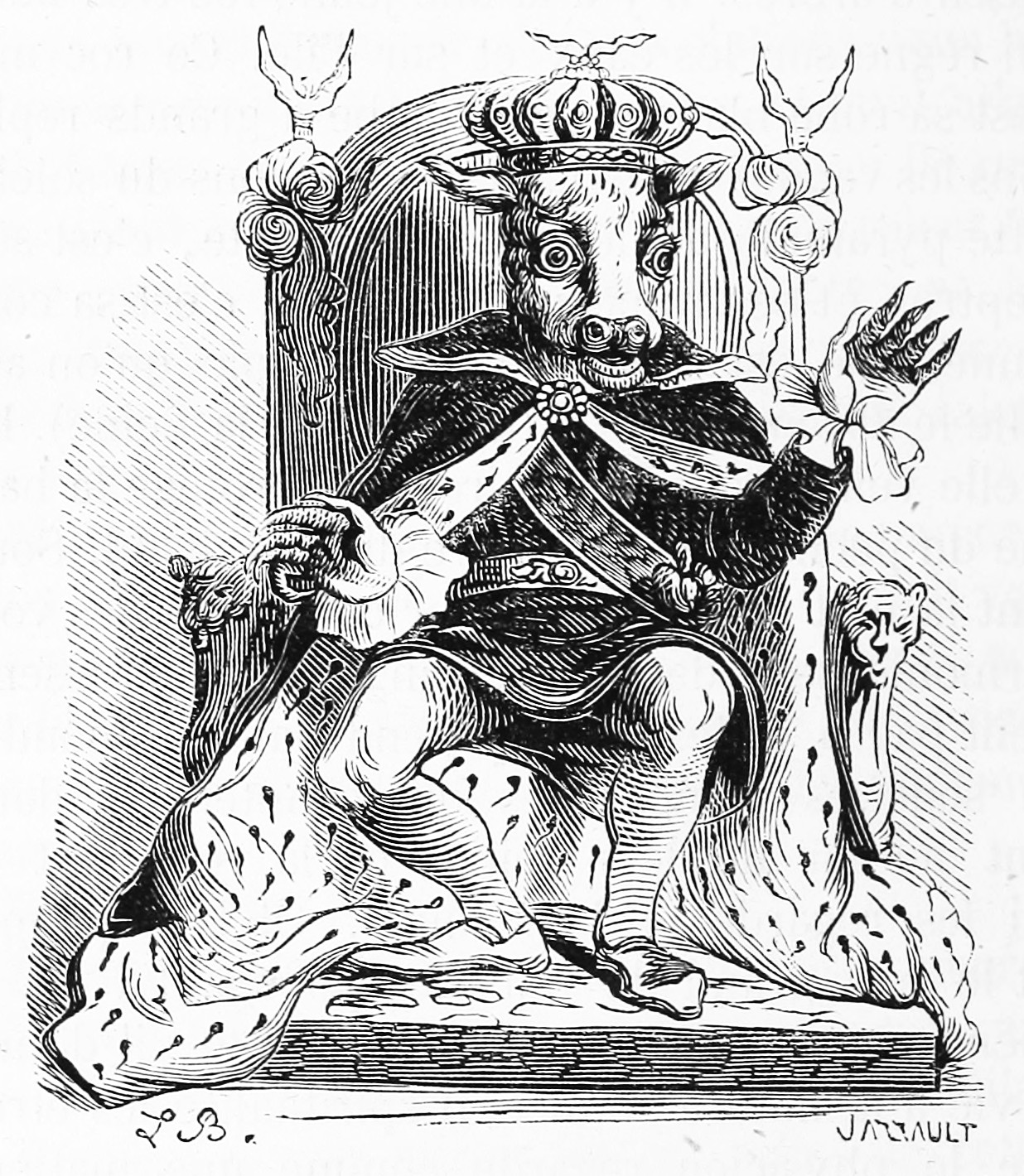
Молох. Ілюстрація з «Пекельного словника» Жака Огюста Симона Коллена де Плансі Луї Ле Бретона, 1863 р.
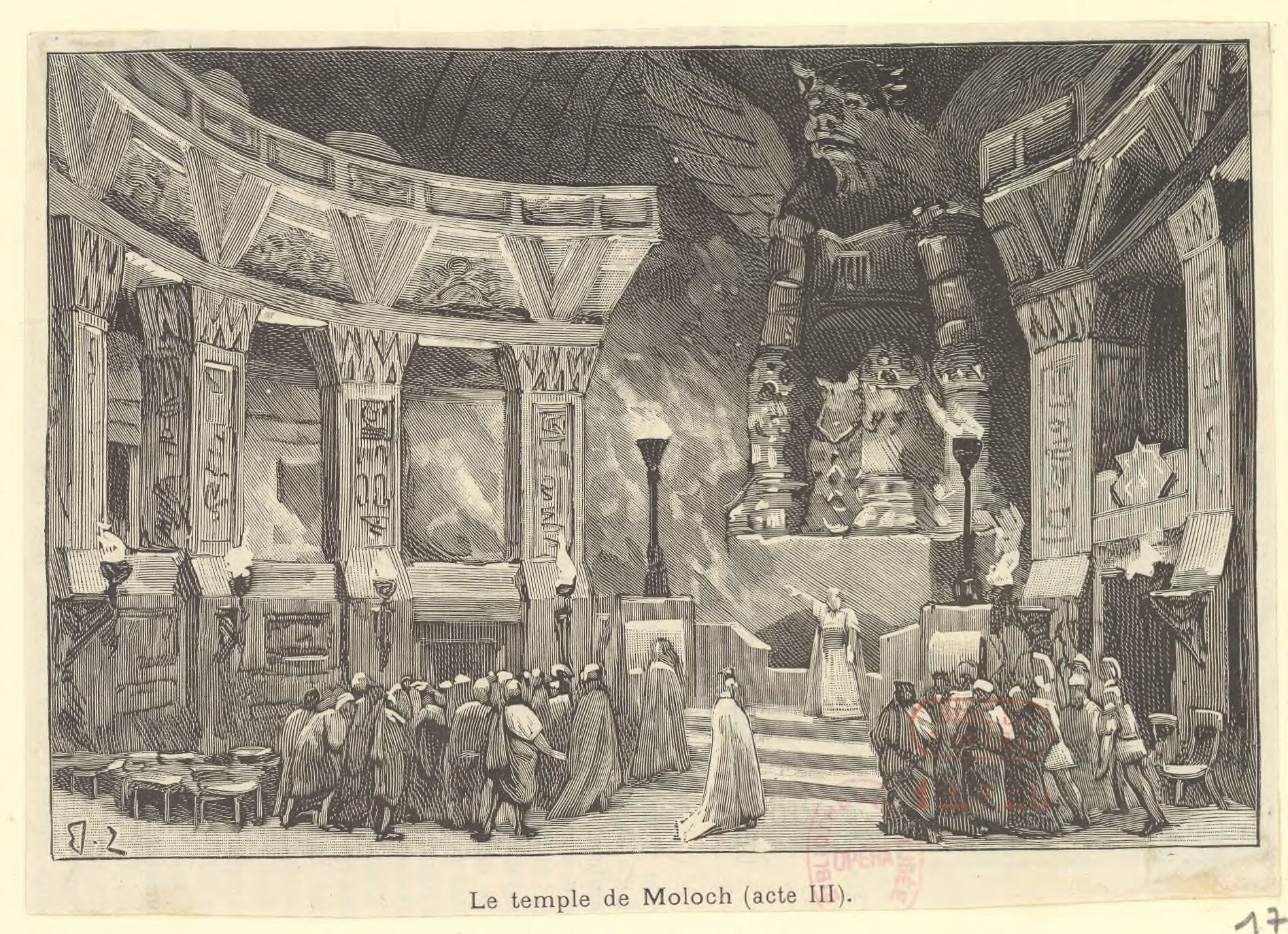
Храм Молоха. Ілюстрація Едуарда Зієра до «Саламбо», 1890 р.
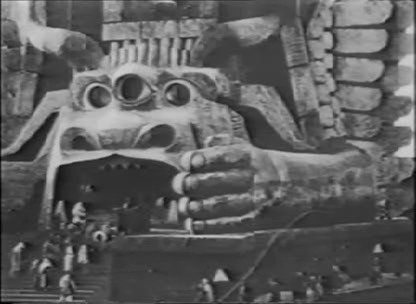
Вхід до храму Молоха в фільмі «Кабірія»
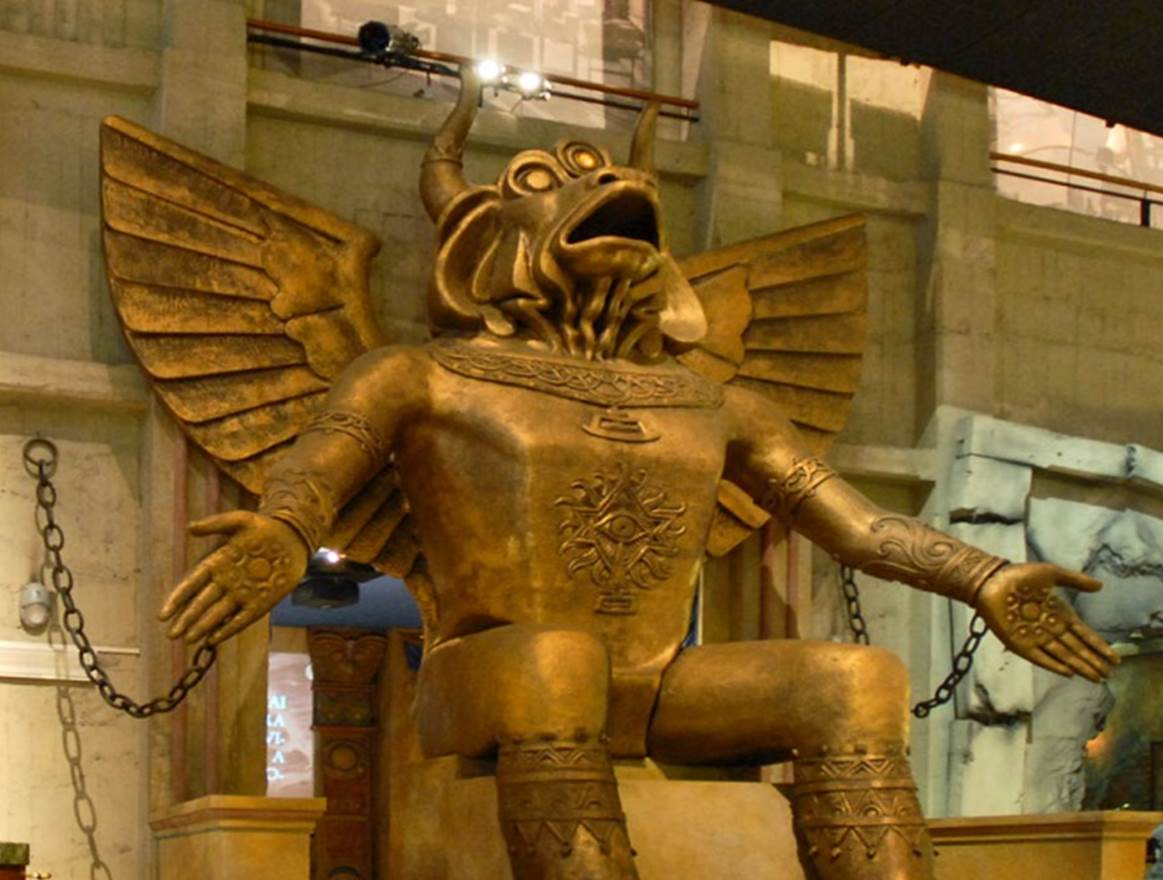
Ідол Молоха, використаний на зйомках «Кабірії»
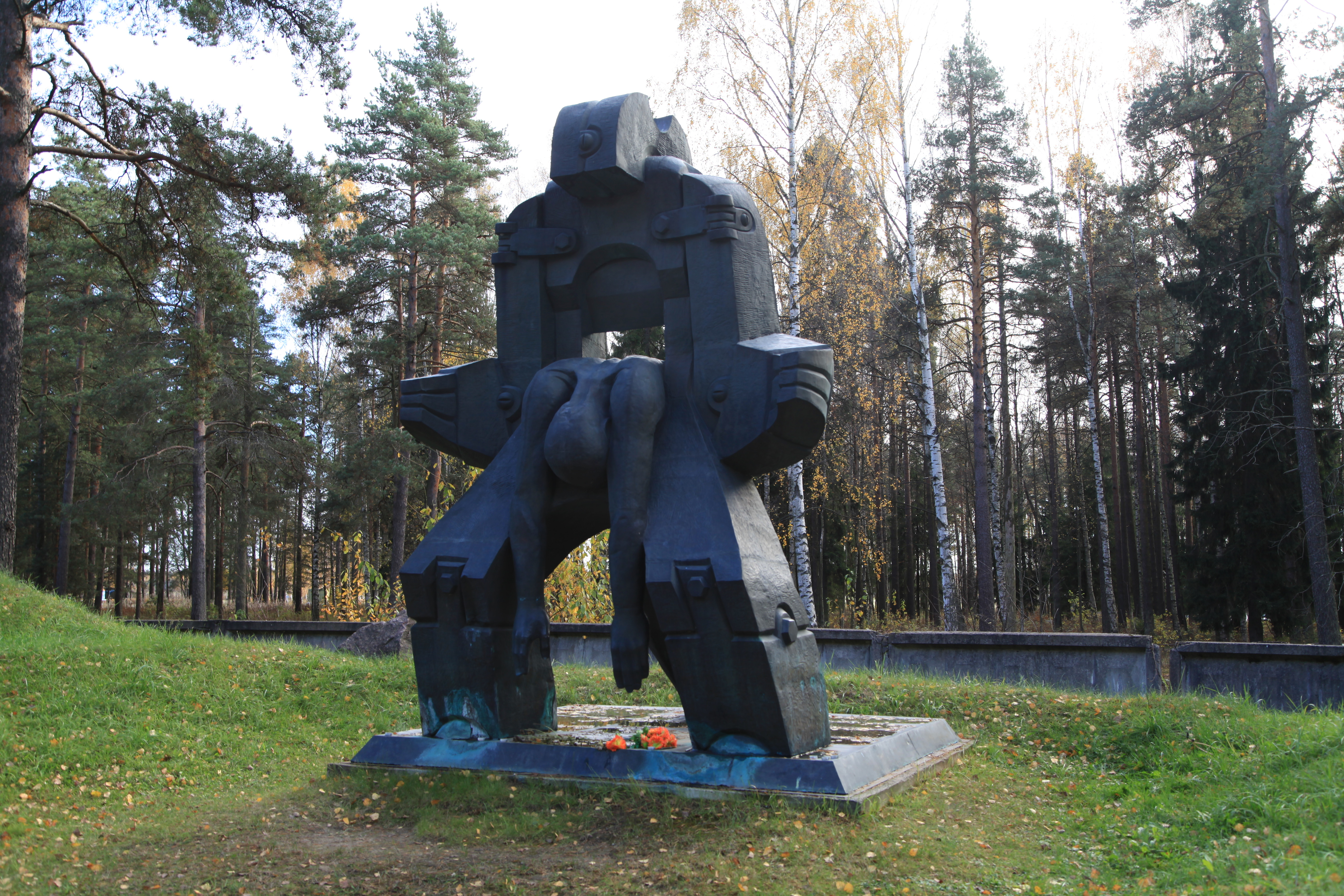
Молох тоталітаризму